# Mariví Monteserín
María Virtudes Monteserín Rodríguez conocida como Mariví Monteserín (Boal, Asturias, 19 de mayo de 1959) es una política española. Desde junio de 2015 alcaldesa de Avilés. Fue diputada del Partido Socialista Obrero Español (PSOE) en el Congreso de Diputados desde 2004 hasta 2015 en la VIII, IX y X legislaturas.

## Trayectoria
Su primera responsabilidad política fue como concejala socialista en el Ayuntamiento de Avilés en 1983  hasta 1999. También ha sido teniente de alcalde de este municipio entre 1988 y 1995.
En el 2000 concurrió a las elecciones en la candidatura socialista al Senado pero no resultó elegida.
En el 2004 fue elegida diputada por Asturias y participó en la tramitación parlamentaria de la Ley Integral contra la Violencia de género que defendió como portavoz del Grupo Parlamentario Socialista en  Igualdad en el Pleno del Congreso el día de su aprobación el 22 de diciembre de 2004 y de la Ley Orgánica para la Igualdad Efectiva de Mujeres y Hombres aprobada en marzo de 2007. En marzo de 2008 asumió la portavocía adjunta del PSOE en el Congreso, con José Antonio Alonso y Ramón Jáuregui.
En la X Legislatura iniciada en 2011 Monteserín asumió la portavocía del PSOE de la Comisión de Cooperación Internacional para el Desarrollo.
En octubre de 2014 ganó las primarias del PSOE en Avilés como candidata a la alcaldía en sustitución de la antigua alcaldesa, Pilar Varela, quien decidió no repetir su candidatura. Desde junio de 2015 es alcaldesa de Avilés.

## Premios
En septiembre de 2006 recibió el premio del Observatorio contra la Violencia Doméstica y de Género del Consejo General del Poder Judicial junto con las diputadas que fueron portavoces de sus grupos parlamentarios durante la tramitación de la Ley Integral contra la Violencia de Género Susana Camarero (PP), Mercè Pigem (CiU), Rosa Maria Bonás (ERC), Margarita Uria (EAJ-PNV), Carme García (IU-ICV) y Uxue Barkos (Grupo mixto).